# Hermusenjärvi
Hermusenjärvi är en sjö i kommunen Luumäki i landskapet Södra Karelen i Finland. Arean är 37 hektar och strandlinjen är 4,43 kilometer lång. Sjön  ingår i Urpalanjokis huvudavrinningsområde.   Den ligger omkring 35 kilometer sydväst om Villmanstrand och omkring 170 kilometer öster om Helsingfors. 